# 致蕾絲莉
是2022年上映的美国独立剧情片，为导演迈克尔·莫里斯的处女作。电影由瑞安·比纳科编剧，安哲雅·麗絲布洛、安德烈·罗约、歐文·提格、斯蒂芬·魯特、詹姆斯·兰德里·赫伯特、马克·马龙和艾莉森·珍妮演出，讲述一名酗酒、落魄的母亲展开自我救赎的过程。
电影于2022年3月12日在西南偏南电影节首映，2022年10月7日由动量影业小规模发行。影片获得影评人一致好评，其中主演赖斯伯勒的表演获得广泛认可，也因而获得第95届奥斯卡金像奖最佳女主角提名。

## 剧情
德克萨斯州西部，一名叫蕾絲莉的女子把19万美金的彩票大奖花在酗酒和吸毒上面，仅仅六天就变得身无分文，在汽车旅馆和街头过着居无定所的生活。被汽车旅馆赶出门之后，蕾絲莉想到了久未见面的20岁儿子詹姆斯，希望搬到他家去住。詹姆斯答应了母亲的请求，但开出了一个条件，那就是不能喝酒。没过多久，蕾絲莉就偷走了詹姆斯室友达伦的钱，詹姆斯也在她床底下发现一大堆酒瓶。无计可施之下，詹姆斯打电话给奶奶和蕾絲莉的老友南茜求救。
南茜与男友达奇不情愿地收留了蕾絲莉，蕾絲莉到去酒吧喝酒，遇到了南茜和达奇的朋友皮特，喝到半夜才回来，结果又被赶出家门。蕾絲莉在汽车旅馆旁边过夜，到天亮之时被旅馆老板斯威尼发现。斯威尼命令蕾絲莉离开，蕾絲莉连忙逃跑，落下了行李箱。晚上，蕾絲莉在便利店外面遇到皮特，皮特给她买东西吃，想趁机对她图谋不轨，她又跑了。
蕾絲莉回到旅馆找行李箱，斯威尼觉得她可怜，于心不忍，于是安排她清洁客房，以换取微薄的工资和住宿。巧合的是，旅馆的另一位老板莱尔和蕾絲莉是青梅竹马，但对蕾絲莉非常刻薄。找到工作的蕾絲莉继续泡酒吧，上班经常迟到。一天半夜，喝醉酒的蕾絲莉走进了曾经和詹姆斯住过的家，把现在住在里面的人给吓坏了。房主连忙打电话给斯威尼，斯威尼把蕾絲莉接回旅馆。
斯威尼对蕾絲莉没有信守承诺感到失望，想把她开除掉，但她说会想尽办法改变自己，斯威尼一听又心软了。由于没有别的地方可以去，蕾絲莉一心放在工作上，同时开始艰难的戒酒历程。由于都有吸毒酗酒的过去，蕾絲莉和斯威尼很快就成了交谈甚欢的朋友。蕾絲莉陪斯威尼去集市，斯威尼在集会上碰到女儿和孙女。南茜也来到集市上，一见到蕾絲莉就开始骂她，说她在詹姆斯年纪尚幼的时候抛弃了他。
当天晚些时候，蕾絲莉辞掉了在旅馆的工作。她在自助洗衣店打电话给儿子詹姆斯，说爱他，之后又来到酒吧，跟一位年轻男子搭讪。蕾絲莉点了一杯啤酒，但没有喝。与此同时，斯威尼也来到酒吧找蕾絲莉，但蕾絲莉已经走了。蕾絲莉蹲在旅馆街对面的一座废弃的冰淇淋店，看着斯威尼回家。早上，蕾絲莉叫醒了斯威尼，说要把冰淇淋店翻新。
10个月后，在斯威尼和莱尔的帮助下，蕾絲莉把冰淇淋店改装成餐厅。然而开张那天，没有顾客上门。晚上临近打烊的时候，南茜出现，蕾絲莉指责她游说当地人不要到店里消费，把她的开业给搞坏了。南茜向蕾絲莉道歉，说自己没有给出太多情感上的陪伴。南茜还说自己把詹姆斯接过去了，蕾絲莉听完觉得很意外。之后莱尔和斯威尼为她们准备晚餐，两人在吃饭的时候相拥。

## 演员
- 安哲雅·麗絲布洛 饰 蕾絲莉（Leslie "Lee" Rowlands）
- 艾莉森·珍妮 饰 南茜（Nancy）
- 马克·马龙（英语：Marc Maron） 饰 斯威尼（Sweeney）
- 安德烈·罗约（英语：Andre Royo） 饰 莱尔（Royal）
- 歐文·提格 饰 詹姆斯（James）
- 斯蒂芬·魯特 饰 达奇（Dutch）
- 詹姆斯·兰德里·赫伯特（James Landry Hebert）饰 皮特（Pete）
- 凯费许·尚（Catfish Jean）饰 达伦（Darren）
- 斯科特·苏比奥诺（Scott Subiono）饰 牧场主格伦（Glen）
- 布莱克·罗宾斯（英语：Blake Robbins） 饰 勤杂工
- 馬特·勞瑞亞 饰 英俊的歹徒

## 制作
2019年7月，消息指安哲雅·麗絲布洛加盟剧组，迈克尔·莫里斯导演，瑞安·比纳科编剧。2020年6月，艾莉森·珍妮和约翰·霍克斯加盟剧组。2020年12月，马克·马龙和斯蒂芬·魯特加盟剧组，其中马龙取代霍克斯。电影于2019冠状病毒病疫情期间在洛杉矶拍摄，耗时19天，预算近100万美元。电影原创歌曲《天使坠落中》（"Angels Are Falling"）由琳达·佩里创作，帕蒂·格里芬演唱。

## 发行
电影于2022年3月12日在西南偏南电影节全球首映。2022年9月，动量影业买下电影发行权，定于2022年10月7日在部分电影院和流媒体平台同步上映。赖斯伯勒获提名奥斯卡之后，电影于1月27日到29日在六家电影院重映，票房预估2500到5000美金。

## 反响
汇总媒体烂番茄根据81条评论打出95%的新鲜度，平均得分7.6/10。网站共识写道：“《致蕾絲莉》的故事框架虽让人熟悉，但在安哲雅·麗絲布洛卓越的演技，以及对酗酒成瘾循环敏感而细致的处理方式的加持下，获得了额外的深度。”Metacritic根据19条评论打出84/100的平均分，表示“普遍好评”。
《芝加哥太阳报》的理查德·罗珀打出4/4星满分，表示：“《致蕾絲莉》的每一个角色都感觉‘活灵活现’。每场戏看起来都很真实，有时很令人惊讶。”他特别提到赖斯伯勒对酗酒者的演绎是“史上最出色的，寥寥几句轻描淡写的对白就展示出莫大的力量，是极简主义的大师之作。”《综艺》杂志的歐文·格萊伯曼赞扬赖斯伯勒的表演“堪称完美，不妥协，不退缩，也没有用虚假的华丽包装角色”。《纽约时报》的比安德里亚·朱莱（Beandrea July）认为赖斯伯勒的表演“灵巧”，电影对角色探究“看似简单，实则令人心痛”。
赖斯伯勒赢得奥斯卡提名后，彼得·崔維斯认为赖斯伯勒所表现的酗酒者是“自尼古拉斯·凯奇在《离开拉斯维加斯》中献出奥斯卡奖表演以来最好的”。他表示：“不管赖斯伯勒能不能在奥斯卡上旗开得胜，她所创作的角色都会像一首经典的乡村歌曲，在你的脑海或心里挥之不去。在这样一部被人遗忘的电影里，赖斯伯勒（的表演）绝对不容错过，而且令人难以忘怀。”

### 奥斯卡奖提名争议
由于电影发行商动量影业无法按照传统方式投入大量广告，为了给电影造势，导演迈克尔·莫里斯与演员妻子玛丽·麦考马克找来大批圈中好友捧场，让他们在看过电影后跟其他人分享，并且聘请公关人员出面协调，最终使得赖斯伯勒拿下奥斯卡最佳女主角提名。影片不是颁奖季的热门作品，但知名度被宣传活动拉高了，因为有许多名人在社交媒体平台上公开赞扬影片和赖斯伯勒的表演，其中有些人还负责给第95届奥斯卡金像奖的投票者主持审片活动。奥斯卡提名公布当天，《洛杉矶时报》称赖斯伯勒的提名是“奥斯卡史上最令人震惊的提名” 。
提名名单公布后，媒体和电影产业内部不乏怀疑相关策略违反电影艺术与科学学院禁止游说投票人的政策。根据奥斯卡政策，有份参与宣传造势活动的人士不能向投票人提供“个人签名和个人问候”，以及请求投票人观看电影。除此之外，电影官方Instagram帐号上的一篇引用影评人理查德·罗珀评论，称赞伯莱斯勒的演技比同样获得最佳女主角提名的凯特·布兰切特要好的帖文也遭到批评，被指违反学院“禁止点名提及竞争对手”的政策。针对外界强烈的质疑声音，学院于1月27日宣布对被提名者的宣传策略进行评估，确保不会有违反方针的情况出现，同时评估有关政策是否需要应社交媒体及数字通信的新时代变更。
按照先例，被提名人若参与未经批准的宣传活动，学院有可能会撤销提名资格。然而截至学院公布正式处理结果当天，各大媒体并没有报道赖斯伯勒提名资格被撤销，或者学院成员对相关宣传行为提出正式的申诉。因此，《综艺》杂志的克莱顿·戴维斯（Clayton Davis）和《Deadline Hollywood》的皮特·哈蒙德（Pete Hammond）推测提名不会有任何影响。1月31日，学院公布评估结果，确认保留赖斯伯勒的提名资格，同时承诺会应对“引发关注”的“社交媒体及相关的宣传策略”。

### 奖项
| 大奖                   | 颁奖日期       | 奖项             | 获得者          | 结果   | 参考资料 |
| ---------------------- | -------------- | ---------------- | --------------- | ------ | -------- |
| 奥斯卡金像奖           | 2023年3月12日  | 最佳女主角       | 安哲雅·麗絲布洛 | 提名   | [ 28 ]   |
| 卡普里好莱坞国际电影节 | 2023年1月2日   | 最佳电影特别奖   | 迈克尔·莫里斯   | 獲獎   | [ 29 ]   |
| 芝加哥影评人协会奖     | 2022年12月14日 | 最佳女主角       | 安哲雅·麗絲布洛 | 提名   | [ 30 ]   |
| 克洛特鲁迪斯奖         | 2023年3月19日  | 最佳女主角       | 安哲雅·麗絲布洛 | 提名   | [ 31 ]   |
| 克洛特鲁迪斯奖         | 2023年3月19日  | 最佳女配角       | 艾莉森·珍妮     | 提名   | [ 31 ]   |
| 希洪国际电影节         | 2022年11月19日 | 最佳男主角       | 马克·马龙       | 獲獎   | [ 32 ]   |
| 希洪国际电影节         | 2022年11月19日 | 最佳女主角       | 安哲雅·麗絲布洛 | 獲獎   | [ 32 ]   |
| 獨立精神獎             | 2023年3月4日   | 最佳主角演出     | 安哲雅·麗絲布洛 | 提名   | [ 33 ]   |
| 國家評論協會奖         | 2023年1月8日   | 年度十佳独立电影 | 《致蕾絲莉》    | 第10名 | [ 34 ]   |
| 雨舞影展               | 2022年11月4日  | 最佳电影         | 迈克尔·莫里斯   | 獲獎   | [ 35 ]   |
| 雨舞影展               | 2022年11月4日  | 最佳表演         | 安哲雅·麗絲布洛 | 獲獎   | [ 35 ]   |